# Tithorea salvadoris
Tithorea salvadoris är en fjärilsart som beskrevs av Otto Staudinger 1888. Tithorea salvadoris ingår i släktet Tithorea och familjen praktfjärilar. Inga underarter finns listade i Catalogue of Life.